# Fafnir (motorfiets)
Fafnir is een Duits historisch merk van inbouwmotoren, motorfietsen en auto's, dat aanvankelijk "Schwan" heette.

De "Aachener Stahlwarenfabrik AG", later "Fafnir Werke", was een motorfietsen- en autofabriek uit Aken.

## Geschiedenis
Fafnir bouwde eerst inbouwmotoren voor motorfietsen en auto's, die vooral in Duitsland gretig aftrek vonden. Vanaf 1902 maakte men ook complete een- en tweecilinder motorfietsen, maar vanaf 1904 voornamelijk auto's. De oorspronkelijk gebruikte naam "Schwan" kwam van Carl Schwanemeyer, een naaldenfabrikant in Iserlohn. Vanaf 1898 ging hij ook fietsspaken produceren aan de Jülicher Strasse in Aken. Daarna volgden complete auto's en hulpmotortjes, die veel op het (indertijd) "grote voorbeeld" van de gebroeders Werner leken, er waren alleen enkele detailverschillen.
De Aachener Stahlwahrenfabrik ging vanaf 1903 de naam "Fafnir" gebruiken. Tot de Eerste Wereldoorlog werd fafnir een bekende fabrikant van inbouwmotoren.
Vooral in de eerste jaren van de 20e eeuw profiteerde Fafnir, net als Minerva van het gebrek aan bruikbare inbouwmotoren in het Verenigd Koninkrijk. Veel Britse merken gebruikten de Fafnir-motoren tot halverwege de jaren nul de eigen industrie op gang begon te komen.
In 1926 werd de firma geliquideerd.

## Fafnir "klanten"

### Australië
Peerless, Melbourne

### België
Eole, Luik

### Denemarken
Jduna

### Duitsland
Allright, Köln-Lindenthal, Becker, Dresden, Bergfex, Berlijn, Bismarck, Radevormwald, BNF, Bielefeld, Brennabor, Brandenburg an der Havel, Cito, Suhl, Claes, Mülhausen, Corona, Brandenburg an der Havel, Diamant, Reichenbrand, Dürkopp, Bielefeld, Excelsior, Brandenburg an der Havel, Express, Gritzner, Karlruhe, Hercules, Neureberg, Joos, München, Magnet, Berlijn, Mars, Neurenberg, Möve, Mülhausen, Opel, Rüsselsheim, Phänomen, Zittau, Presto, Chemnitz, Progress, Berlijn, Spiess, Berlijn, Stoewer, Stettin, Torpedo, Geestemünde, Victoria, Neurenberg, Westfalia, Bielefeld, Zeugner, Berlijn

### Italië
Guaraldi, Lodi, Rigat, Milaan

### Nederland
Burgers-ENR, Deventer, Simplex, Utrecht, Succes, Zwolle

### Oostenrijk-Hongarije
Achilles, Ober-Politz a.d. Nordbahn, Niesner, Wenen, Reform, Wenen, Styria (Steyr)

### Verenigd Koninkrijk
Addison, Liverpool, Anglian, Beccles, Ashford, Ashford, ASL, Stafford, BAT, Londen, Beau Ideal, Wolverhampton, BSA, Birmingham, Campion, Nottingham, Caswell, Londen, Chater Lea, Londen, Conventry Challenge, Coventry, Dene, Newcastle, DOT, Salford, Eagle-Tandem, Altrincham, Edmonton, Londen, Edmund, Chester, Endrick, Olton, G&W, Liverpool, Greyhound, Ashford, Juno, Londen, King Dick, Abingdon, Kynoch, Birmingham, Leader, Bristol, Leonard, Londen, Mabon, Londen, Mars, Londen, Montgomery, Bury St. Edmunds, Mountaineer, Marsden, Pallion, Sunderland, Regina, Ilford, Torpedo, Barton-upon-Humber, Triumph, Coventry, Waddington, Middlesbrough, Wolf, Wolverhampton, Zenith, Weybridge

### Verenigde Staten
Midget Bicar, Lynbrook

### Tsjecho-Slowakije
Jelinek, Praag, Kohout, Brno, Novicum, Praag

### Zwitserland
Cosmos, Medretsch-Biel